# 1427 az irodalomban
Az 1427. év az irodalomban.

## Születések
- 1427 – Galeotto Marzio itáliai humanista († 1497)
- 1427 – Antonio Bonfini itáliai humanista, Magyarországon tevékenykedő történetíró († 1502)